# BV-1483
La BV-1483 és una carretera antigament anomenada veïnal, actualment gestionada per la Diputació de Barcelona. La B correspon a la demarcació de Barcelona i la V a la categoria de veïnal. Discorre íntegrament dins del terme municipal de Bigues i Riells del Fai.
Té l'origen a la carretera BP-1432, en el punt quilomètric 22,4, a prop i a llevant del Pont de Can Camp, en el terme de Bigues i Riells del Fai, dins de l'àmbit del poble de Riells del Fai. Des de la cruïlla on s'inicia, arrenca cap al nord-nord-oest, fent alguns revolts, passa a ponent de Can Boneto i Can Prat i a llevant de Can Mas i del Pla de Can Mas, més tard a llevant del Regassol i a ponent del Picardell i les primeres cases del poble de Riells del Fai. En aquest lloc la carretera gira en angle recte i emprèn cap al nord-est, fins que arriba a l'extrem nord-oest del poble, deixant el mas Viaplana a ponent. La carretera, d'1,3 quilòmetres de longitud, acaba quan arriba a ponent de la Violeta, des d'on continua en forma de carretera municipal d'accés a les urbanitzacions de la Vall Blanca i de Vallderrós.